# ニコラス・ペリコン
ニコラス・ペリコン（ニコラス・ペリコーン、英: Nicholas Perricone、1948年7月23日 - ）は、アメリカ合衆国の皮膚科医。
コネチカット州ブランフォード 出身。1982年ミシガン州立大学医学部卒業。イェール大学臨床助教授やミシガン州立大学医学部臨床教授を歴任。ダイエットやアンチエイジングに関する研究で知られ、数多くの著書をもつ。また自身の名を冠するサプリメントブランドPerriconeMD（ペリコンMD）を運営し、2002年には4000万ドル以上の売上を記録している。
ペリコンは、食事・運動に加えて基礎化粧品をはじめとする外用剤やサプリメントを利用することがアンチエイジングにつながり、美容に効果をもたらすと主張する。一方でハリエット・ホール とスティーブン・バレット はペリコンの主張について、医学的根拠の不足や説明の不正確さを理由に懐疑的な見解を示している。